# Метельский, Георгий Васильевич
Гео́ргий Васи́льевич Мете́льский (14 [27] июня 1911, Стародуб, Черниговская губерния — 8 августа 1996, Вильнюс) — русский писатель и поэт.

## Биография
Окончил школу в Стародубе (ныне Брянская область), затем Липецкий горно-металлургический техникум и Московский институт инженеров железнодорожного транспорта, по окончании которого поступил в аспирантуру.

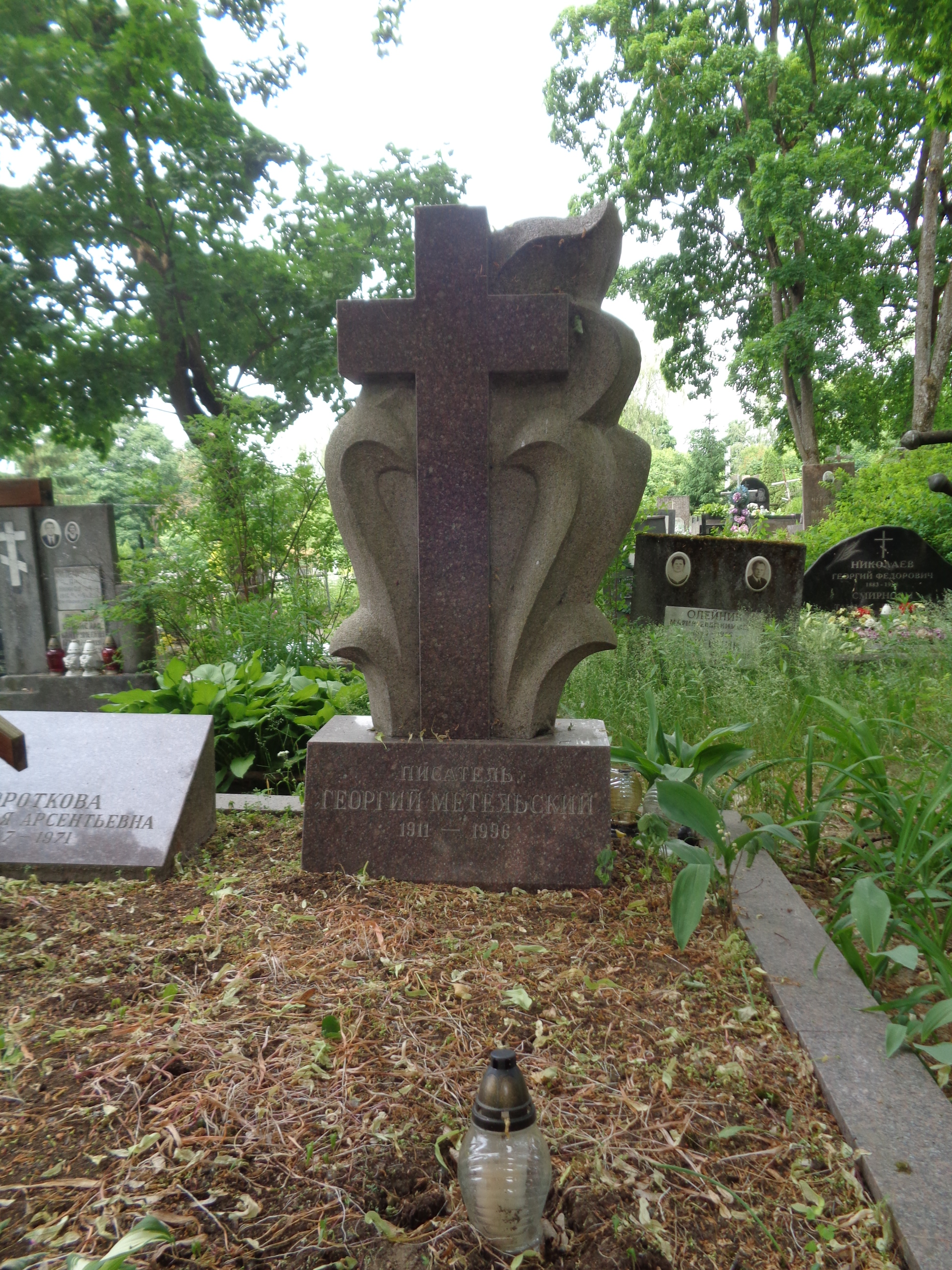
Могила Георгия Метельского на Евфросиниевском кладбище в Вильнюсе

Во время Великой Отечественной войны в эвакуации в Томске сотрудничал в городской и областной газетах. Затем работал в «Комсомольской правде». Одновременно защитил кандидатскую диссертацию (кандидат технических наук, 1944).
В 1944 году Метельского по направлению переехал в Вильнюс. Сотрудничал в ежедневной газете «Советская Литва» (1944—1955). В поездках по Литве собрал материал для книг очерков о Литве («В краю Немана», 1957; «Капля янтаря», 1986).
С 1955 года член Союза писателей СССР. С 1956 года оставил работу в редакции и стал профессиональным писателем. В 1959—1965 годах состоял членом Правления Союза писателей Литовской ССР. Совершил множество поездок по Советскому Союзу (Ямал, Таймыр, Якутия, Чукотка, Камчатка, Сахалин, Курильские острова, республики Средней Азии и Кавказа) и некоторым зарубежным странам.

## Творчество
Автор более сорока книг, в том числе сборников стихотворений «Солнечная ночь», «Прозрение», «Город мой», также сборников повестей и рассказов «Чистые дубравы», «Листья дуба», «Один шаг», «В трёхстах километрах от жизни», «Лесовичка», «Восемь дней ожидания» и др. Отдельные очерки, повести, рассказы публиковались как в здешней печати (журнал «Коммунист», альманах и, впоследствии, журнал «Литва литературная», газета «Советская Литва», переименованная впоследствии в «Эхо Литвы»), так и за пределами Литовской ССР (журналы «Дон», «Звезда», «Октябрь»).
Творчество носит черты верности социалистической идеологии, особенно отчётливой в книгах очерков и повестях о геологах («Ямал — край земли», «На 62-й параллели») и пограничниках («Тайфун над пограничной заставой», «Бедные вы мои»). Действие в историко-бытовых романах «Скрещеные стрелы», «Староборское лето» и повестях «Листья дуба», «Один шаг», «Чёрные ручьи» разворачивается в Стародубе.
Для серии «Политиздата» «Пламенные революционеры» писал историко-биографические повести о революционерах Зыгмунте Сераковском (Сигизмунд Сераковский; «Доленго», 1972), Петре Смидовиче «Неповторимый» (1976), Иване Фиолетове («До последнего дыхания», 1984).
В поздние годы написал несколько историко-биографических повестей и романов о промышленнике С. И. Мальцове, о композиторе А. И. Рубце, поэтах Ф. И. Тютчеве и А. К. Толстом.
В 1953 году в журнале «Пяргале» был напечатан первый, по-видимому, перевод на литовский язык — очерк «По Неману». Некоторые произведения переводились, помимо литовского, на венгерский, украинский, чешский и другие языки.

## Издания
- В краю Немана. Москва: Молодая гвардия, 1957. 300 с.
- Лебеди летят на север. Москва: Мысль, 1964. 294 с.
- Один шаг: Повести. Вильнюс, 1964. 412 с.
- В трёхстах километрах от жизни: Повести и рассказы. Вильнюс, 1966. 455 с.
- Домик на Ра-Изе: Повести и рассказы. Вильнюс, 1968. 471 с.
- Янтарный берег. Москва: Мысль, 1969. 203 с.
- Скрещеные стрелы: Роман. Вильнюс: Вайздас, 1969. 422 с.
- Восемь дней ожидания: Повести. Вильнюс: Вага, 1972. 383 с.
- Доленго: Повесть о С. Сераковском. Москва: Политиздат, 1972. 462 с.
- Листья дуба: Повесть о родной стороне, изд. 2-е доп. Москва: Мысль, 1974. 255 с.
- На шестьдесят восьмой параллели: Роман. Москва: Советский писатель, 1973. 320 с.
- Стародубское лето: Роман. Вильнюс: Вага, 1975. 551 с.
- Неповторимый: Повесть о Петре Смидовиче. Москва: Политиздат, 1976; 2-е изд. Москва: Политиздат, 1982. 415 с.
- По кромке двух океанов. Москва: Мысль, 1978. 190 с
- Сердце отданное людям: Повесть об А. И. Рубце. Тула: Приокское книжное издательство, 1978. 94 с.
- Солнечная ночь: Стихи. Москва: Советский писатель, 1979. 110 с.
- Тайфун над пограничной заставой: Повесть и рассказы. Вильнюс: Вага, 1980. 263 с.
- Быстры, как волны… Повесть и роман: Вильнюс: Вага, 1981. 672 с.
- Чувства добрые я лирой пробуждал. Повесть о забытом музыканте. Худож. Н. Красовитова. Москва: Советский писатель, 1983. 352 с.
- До последнего дыхания. Повесть об И. Фиолетове. Москва: Политиздат, 1984. 350 с.
- Капля янтаря. Москва: Мысль, 1986. 189 с.
- Заря вечерняя. Повесть о последней любви Ф. И. Тютчева. Брянск: Придесенье, 1995. 252 с.
- Сергей Мальцов. Повесть о миллионере-подвижнике. Брянск: Придесенье, 1995. 226 с.
- … стелется пред нами жизнь его: Жизнь и смерть А. К. Толстого. Вильнюс: Vaga, 1995.
- Одолевая высоту: Стихи разных лет. Брянск, «Придесенье», 1996, 243 с.

- G. V. Metelskis. Lietuvos keliais. Vilnius: Valstybinė grožinės literatūros leidykla, 1955.
- G. V. Metelskis. Dviejų vandenynų pakrantėmis. Vilnius: Vaga, 1981. 187 p.
- Georgij Metelskij. Na Jamalu končí země. Praha: Nakladatelství politické literatury, 1963. 230 s.